# جو گلدوین
جو گِـلَدوین (انگلیسی: Joe Gladwin؛ ‏ ۲۲ ژانویهٔ ۱۹۰۶ – ۱۱ مارس ۱۹۸۷) بازیگر اهل بریتانیا بود.
از فیلم‌ها یا مجموعه‌های تلویزیونی که وی در آن‌ها نقش داشته‌است، می‌توان به داستان‌های باورنکردنی، سوئینی، خیابان کورونیشن و در انتهای دوران میانسالی اشاره نمود.